# Edoardo Vicario
Edoardo Emilio Vicario (Potenza, 1º aprile 1876 – Roma, 22 marzo 1941) è stato un magistrato e politico italiano.